# Lambert Wilson
Lambert Nicolas Wilson (Neuilly-sur-Seine, 3 agosto 1958) è un attore, cantante e doppiatore francese.
È uno dei più popolari e apprezzati attori del cinema e del teatro francese.

## Biografia
Figlio del regista e attore Georges Wilson, ha iniziato la sua attività di attore nei teatri londinesi.
Ha debuttato al cinema nel 1977, a 19 anni, nel film Giulia di Fred Zinnemann, accanto a Jane Fonda. Tornerà a lavorare con il regista americano da protagonista accanto a Sean Connery nel film Cinque giorni una estate.
La padronanza della lingua inglese gli ha permesso di apparire in varie grandi produzioni statunitensi come la serie Matrix, per la quale ha interpretato il ruolo del Merovingio nei film Matrix Reloaded, Matrix Revolutions e  Matrix Resurrections. Durante la sua carriera ha lavorato con molti importanti registi francesi e internazionali, da Alain Resnais, Bertrand Tavernier, Claude Chabrol fino a Peter Greenaway, Andrzej Wajda, James Ivory, Luigi Comencini, Carlos Saura e Paul Verhoeven. Come attore teatrale ha preso parte a spettacoli in tutto il mondo. Nel 2017 ha interpretato il re Filippo V di Spagna nel film storico Lo scambio di principesse e l'anno successivo ha preso parte al film Nelle tue mani.
È stato più volte candidato al Premio César, mentre nel 1990 ha vinto il Premio Jean Gabin e nel 2015 ha ricevuto il Nastro d'argento europeo alla carriera.
Ha dato voce a diversi attori di Hollywood tra cui Richard Gere e Jeff Goldblum.
È anche un cantante e ha inciso numerosi dischi di successo.

## Vita privata
Parla inglese, francese, italiano e spagnolo. Nel 2016 si è dichiarato bisessuale.

## Filmografia

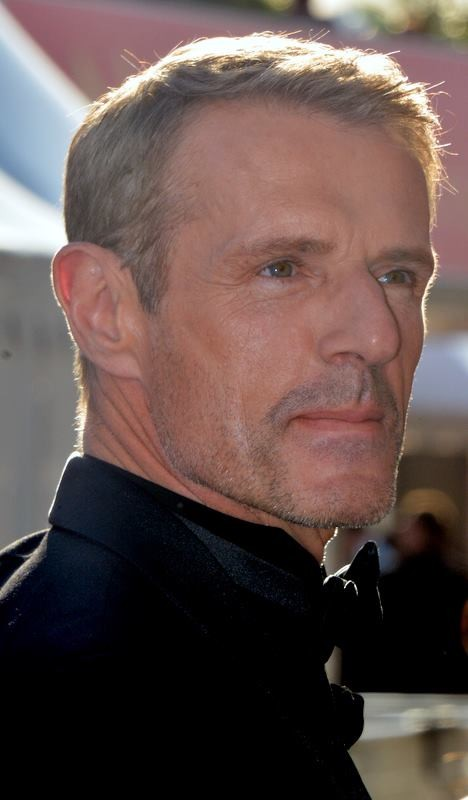
Lambert Wilson a un festival di Cannes

### Cinema
- Giulia (Julia), regia di Fred Zinnemann (1977)
- Il gendarme e gli extraterrestri (Le Gendarme et les Extra-terrestres), regia di Jean Girault (1979) (non accreditato)
- New Generation, regia di Jean-Pierre Lowf Legoff (1979)
- Lady Oscar, regia di Jacques Demy (1979)
- Contro 4 bandiere, regia di Umberto Lenzi (1979)
- Chanel Solitaire, regia di George Kaczender (1981)
- Cinque giorni una estate (Five Days One Summer), regia di Fred Zinnemann (1982)
- Il tempo delle mele 2 (La Boum 2), regia di Claude Pinoteau (1982)
- Sahara, regia di Andrew V. McLaglen (1983)
- Il sangue degli altri (Le Sang des autres), regia di Claude Chabrol (1984)
- La femme publique, regia di Andrzej Żuławski (1984)
- Rendez-vous, regia di André Téchiné (1985)
- L'Homme aux yeux d'argent, regia di Pierre Granier-Deferre (1985)
- A Parigi con amore (Rouge baiser), regia di Véra Belmont (1985)
- Bleu comme l'enfer, regia di Yves Boisset (1986)
- Corps et biens, regia di Benoît Jacquot (1986)
- Il ventre dell'architetto (The Belly of an Architect), regia di Peter Greenaway (1987)
- Dostoevskij - I demoni (Les Possédés), regia di Andrzej Wajda (1988)
- Chouans! I rivoluzionari bianchi (Chouans!), regia di Philippe de Broca (1988)
- A peso d'oro (El Dorado), regia di Carlos Saura (1988)
- La donna del lago maledetto (La Vouivre), regia di Georges Wilson (1989)
- Suivez cet avion, regia di Patrice Ambard (1989)
- Hiver 54, l'abbé Pierre, regia di Denis Amar (1989)
- Shuttlecock, regia di Andrew Piddington (1991)
- Un homme et deux femmes, regia di Valérie Stroh (1991)
- Warszawa. Année 5703, regia di Janusz Kijowski (1992)
- L'Instinct de l'ange, regia di Richard Dembo (1993)
- Jefferson in Paris, regia di James Ivory (1995)
- Profumo d'Africa (Les Caprices d'un fleuve), regia di Bernard Giraudeau (1996)
- The Leading Man, regia di John Duigan (1996)
- Marquise, regia di Véra Belmont (1997)
- Parole, parole, parole... (On connaît la chanson), regia di Alain Resnais (1997)
- Trop (peu) d'amour, regia di Jacques Doillon (1998)
- Last September (The Last September), regia di Deborah Warner (1999)
- Jet Set, regia di Fabien Onteniente (2000)
- Combat d'amour en songe, regia di Raúl Ruiz (2000)
- HS - hors service, regia di Jean-Paul Lilienfeld (2001)
- Far from China, regia di C.S. Leigh (2001)
- È più facile per un cammello... (Il est plus facile pour un chameau...), regia di Valeria Bruni Tedeschi (2003)
- Matrix Reloaded (The Matrix Reloaded), regia di Andy e Larry Wachowski (2003)
- Dédales, regia di René Manzor (2003)
- Matrix Revolutions (The Matrix Revolutions), regia di Andy e Larry Wachowski (2003)
- Timeline - Ai confini del tempo (Timeline), regia di Richard Donner (2003)
- Mai sulla bocca (Pas sur la bouche), regia di Alain Resnais (2003)
- People, regia di Fabien Onteniente (2004)
- Catwoman, regia di Pitof (2004)
- Sahara, regia di Breck Eisner (2005)
- Gentille, regia di Sophie Fillières (2005)
- L'Anniversaire, regia di Diane Kurys (2005)
- Palais royal!, regia di Valérie Lemercier (2005)
- Cuori (Coeurs), regia di Alain Resnais (2006)
- Un colpo perfetto (Flawless), regia di Michael Radford (2007)
- Lucky Luke e la più grande fuga dei Dalton, regia di Olivier Jean-Marie (2007) - voce
- Dante 01, regia di Marc Caro (2008)
- Alibi e sospetti (Le grand alibi), regia di Pascal Bonitzer (2008)
- Baby Love (Comme les autres), regia di Vincent Garenq (2008)
- Babylon A.D., regia di Mathieu Kassovitz (2008)
- Lazarus Project - Un piano misterioso (Lazarus Project), regia di John Patrick Glenn (2008)
- Victor, regia di Thomas Gilou (2009)
- Imogène McCarthery, regia di Alexandre Charlot e Franck Magnier (2010)
- La princesse de Montpensier, regia di Bertrand Tavernier (2010)
- Uomini di Dio (Des hommes et des dieux), regia di Xavier Beauvois (2010)
- Blind Man (À l'aveugle), regia di Xavier Palud (2012)
- Ernest & Celestine, regia di Stéphane Aubier, Vincent Patar e Benjamin Renner (2012) - voce
- Marsupilami (Sur la piste du Marsupilami), regia di Alain Chabat (2012)
- Vous n'avez encore rien vu, regia di Alain Resnais (2012)
- Molière in bicicletta (Alceste à bicyclette), regia di Philippe Le Guay (2013)
- Vinodentro, regia di Ferdinando Vicentini Orgnani (2014)
- Barbecue, regia di Éric Lavaine (2014)
- Dalle 5 alle 7 - Due ore per l'amore (5 to 7), regia di Victor Levin (2014)
- Posthumous, regia di Lulu Wang (2014)
- Suite francese (Suite française), regia di Saul Dibb (2014)
- Enragés, regia di Éric Hannezo (2015)
- Assolo, regia di Laura Morante (2016)
- Le confessioni, regia di Roberto Andò (2016)
- In viaggio con Jacqueline (La vache), regia di Mohamed Hamidi (2016)
- L'Odissea, regia di Jérôme Salle (2016)
- Tout de suite maintenant, regia di Pascal Bonitzer (2016)
- Corporate, regia di Nicolas Silhol (2017)
- Tale madre tale figlia (Telle mère, telle fille), regia di Noémie Saglio (2017)
- Lo scambio di principesse (L'Échange des princesses), regia di Marc Dugain (2017)
- Nelle tue mani (Au bout des doigts), regia di Ludovic Bernard (2018)
- In prima linea (Volontaire), regia di Hélène Fillières (2018)
- Il prezzo dell'arte (Les traducteurs), regia di Régis Roinsard (2019)
- De Gaulle, regia di Gabriel Le Bomin (2020)
- Shuttlecock, regia di Andrew Piddington (2020)
- Benedetta, regia di Paul Verhoeven (2021)
- Matrix Resurrections (The Matrix Resurrections), regia di Lana Wachowski (2021)
- La signora Harris va a Parigi (Mrs Harris Goes to Paris), regia di Anthony Fabian (2022)
- Plancha, regia di Éric Lavaine (2022)
- Les Choses simples, regia di Éric Besnard (2023)
- Des mains en or, regia di Isabelle Mergault (2023)
- Cinq Hectares, regia di Émilie Deleuze (2023)
- Klandestin WT, regia di Angelina Maccarone (2024)

### Cortometraggi
- Abandons, regia di Pierre-Jean de San Bartolomé (1985)
- La Forêt noire, regia di Béatrice Jalbert (1986)
- Margot et le voleur d'enfants, regia di Michèle Reiser (1988)
- Les Tombales, regia di Christophe Barratier (2002)
- Mort à l'écran, regia di Alexis Ferrebeuf (2005)
- The Nostalgist, regia di Giacomo Cimini (2014)
- Reve de cinéma, regia di Jeremy Frey (2019)

### Televisione
- Gaston Phébus, regia di Bernard Borderie – miniserie TV (1978)
- Cinéma 16 – serie TV, 1 episodio (1980)
- Au feu le préfet, regia di Alain Boudet – film TV (1980)
- L'inconnue d'Arras, regia di Raymond Rouleau – film TV (1980)
- Quatre femmes, quatre vies: La maison bleue, regia di Robert Mazoyer – film TV (1981)
- La dernière nuit, regia di Didier Decoin – film TV (1981)
- Histoire contemporaine, regia di Michel Boisrond – miniserie TV (1981)
- La guerre de Troie n'aura pas lieu, regia di Raymond Rouleau – film TV (1982)
- Ce fut un bel été, regia di Jean Chapot – film TV (1982)
- La caravane, regia di Roger Gillioz – film TV (1983)
- La Storia, regia di Luigi Comencini – miniserie TV (1986)
- Strangers, regia di Joan Tewkesbury – film TV (1992)
- Frankenstein: The Real Story, regia di David Wickes – film TV (1992)
- Une qui promet, regia di Marianne Lamour – film TV (1994)
- Les caprices de Marianne, regia di Jean-Daniel Verhaeghe – film TV (1994) (anche direttore studio di ripresa)
- Rage and Outrage: The Dreyfus Affair, regia di Raoul Sangla – film TV (1995)
- Scherzo del destino (Pour une vie ou deux), regia di Marc Angelo – film TV (1995)
- Le secret d'Iris, regia di Élisabeth Rappeneau – film TV (1996)
- Quand le chat sourit, regia di Sabine Azéma – film TV (1997)
- Don Chisciotte (Don Quixote), regia di Peter Yates – film TV (2000)
- Les globulyss – serie TV (2000) (voce)
- Le divin enfant, regia di Stéphane Clavier – film TV (2001)
- Colette, une femme libre, regia di Nadine Trintignant – miniserie TV (2004)
- The Philanthropist – serie TV, episodio 1x03 (2009)
- The Hollow Crown – serie TV, episodio 1x04 (2012)
- Manipulations, regia di Laurent Herbiet – film TV (2013)
- Calls – serie TV, episodio 2x05 (2019)
- Totems - Conto alla Rovescia (Totems) – serie TV Prime Video, 8 episodi (2021-2022)

## Discografia parziale

### Album
- Nuit américaine (2005)
- Loin (2007)
- Wilson chante Montand (2015)

## Doppiatori italiani
Nelle versioni in italiano delle opere in cui ha recitato, Lambert Wilson è stato doppiato da:
- Francesco Prando in Marquise, Last September, Cuori, Dante 01, Alibi e sospetti, Il prezzo dell'arte, De Gaulle
- Angelo Maggi in Babylon A.D., Uomini di Dio, Barbecue, L'Odissea
- Roberto Pedicini in La femme publique, Catwoman, Sahara
- Luca Biagini in Molière in bicicletta, In viaggio con Jacqueline, Elle
- Fabrizio Temperini in Il ventre dell'architetto, Benedetta
- Massimo Lodolo in Matrix Reloaded, Matrix Revolutions
- Sandro Acerbo in Contro 4 bandiere
- Hervé Ducroux in Timeline - Ai confini del tempo
- Paolo Maria Scalondro in Un colpo perfetto
- Luca Lazzareschi in Baby Love
- Christian Iansante in Lazarus Project - Un piano misterioso
- Massimo Lopez in Marsupilami
- Rodolfo Bianchi in Suite francese
- Alberto Bognanni in Lo scambio di principesse
- Loris Loddi in Nelle tue mani
- Stefano Benassi in Matrix Resurrections
- Marco Rasori in La signora Harris va a Parigi

Da doppiatore è sostituito da: 
- Alberto Angrisano in Lucky Luke e la più grande fuga dei Dalton
- Claudio Bisio in Ernest & Celestine

Nel film Le confessioni si è doppiato da solo.

## Riconoscimenti
È stato candidato al Premio César per sei volte senza mai vincerlo, in tre occasioni come migliore attore protagonista e in altre tre come miglior attore non protagonista.